# Eischoll
Eischoll je obec ve švýcarském kantonu Valais, okrese Westlich Raron. Žije zde 444 obyvatel.

## Geografie
Obec se rozkládá na jižním svahu údolí Rhôny. Obec však nedosahuje dna údolí, protože les Riedbergwald pod obcí patří k obci Niedergesteln. Nejvyšší bod obce se nachází na vrcholu Signalhorn ve výšce 2910,6 m n. m. V obci se nachází také několik památek. Samotná obec Eischoll leží na terase v nadmořské výšce kolem 1220 metrů.
Sousedními obcemi jsou Unterbäch, Niedergesteln, Turtmann-Unterems a Ergisch.

## Historie

Oblast Eischollu (1945)

Až do roku 1376 podléhal Eischoll pánům z Turnu (obec Niedergesteln), poté až do vykoupení v roce 1790 spolu s kaštelem Niedergesteln pěti horním okrskům Valais. V roce 1538 byl uzákoněn tzv. selský cech (obecní stanovy). Kolem roku 1730 došlo ke sloučení dříve samostatných obcí Ried, Oberhäusern a Brunnen, které tvořily centrum obce, do dnešní obce. Osada Oberhäusern, kdysi hlavní vesnice, byla obydlena až do roku 1900 a následně zanikla; ve 20. letech 20. století zde zchátral kulturní dům (1656). Ve vesnicích Zuben, Ried, Lohn, Breyen a Tscherggen dnes zůstaly jen hospodářské budovy a chalupy.
Eischoll patřil církevně do roku 1766 k Niedergestelnu, poté se stal samostatnou farností. V roce 1886 zde byl postaven novorománský kostel. Po požáru v roce 1877 byla obec z velké části přestavěna. Až do 60. let 20. století převládalo tradiční samozásobitelské zemědělství s chovem dobytka a mléka, pěstováním orné půdy a ovocných stromů. Na rovině se provozovalo také vinařství. V roce 2000 pracovaly asi dvě třetiny pracovních sil mimo obec. Cestovní ruch přispěl k tomu, že se počet budov od 60. let 20. století více než zdvojnásobil, zejména díky výstavbě rekreačních nemovitostí.

## Obyvatelstvo
| Vývoj počtu obyvatel | Vývoj počtu obyvatel | Vývoj počtu obyvatel | Vývoj počtu obyvatel | Vývoj počtu obyvatel | Vývoj počtu obyvatel | Vývoj počtu obyvatel | Vývoj počtu obyvatel | Vývoj počtu obyvatel | Vývoj počtu obyvatel | Vývoj počtu obyvatel |
| -------------------- | -------------------- | -------------------- | -------------------- | -------------------- | -------------------- | -------------------- | -------------------- | -------------------- | -------------------- | -------------------- |
| Rok                  | 1802                 | 1850                 | 1900                 | 1950                 | 2000                 | 2010                 | 2012                 | 2014                 | 2016                 | 2020                 |
| Počet obyvatel       | 270                  | 340                  | 460                  | 523                  | 500                  | 479                  | 454                  | 459                  | 443                  | 450                  |

## Doprava
Obec neleží na žádné hlavní dopravní ose. Silniční spojení začíná v Turtmannu nebo Vispu; silnice do údolí byla dokončena v roce 1970. Obec je od roku 1946 spojena se dnem údolí lanovou dráhou Raron–Eischoll, která byla první lanovkou v Horním Valais. Údolní stanice se nachází v části Turtig obce Raron poblíž železniční stanice Raron (na Simplonské dráze), vrcholová stanice je na severním okraji obce. Lanovka jezdí celoročně.
Z obce vede sedačková lanovka do Strygge, kde se nachází lyžařský vlek Strygge–Erez a dětský vlek. Sedačková lanovka na Strygge je v provozu v letních měsících. Pro zimní hosty jsou v zimních měsících v provozu všechny tři vleky.